# Onasemnogene abeparvovec
Onasemnogene abeparvovec, tên thương mại là Zolgensma, là một loại thuốc sử dụng liệu pháp gen để điều trị teo cơ tủy sống (hay teo cơ cột sống, SMA). Thuốc được sử dụng dưới dạng tiêm tĩnh mạch một liều duy nhất.
Onasemnogene abeparvovec hoạt động bằng cách tạo ra bản sao mới của gen protein SMN người (gen SMN1).
Điều trị onasemnogene abeparvovec phải sử dụng kèm một đợt corticosteroid ít nhất hai tháng. Tác dụng phụ thường gặp gồm nôn mửa và tăng men gan.
Năm 2019, onasemnogene abeparvovec được chấp thuận sử dụng trong y tế tại Hoa Kỳ vào để điều trị cho trẻ em dưới 2 tuổi. Cho đến năm 2021 đã có 38 quốc gia phê duyệt thuốc. Phạm vi phê duyệt sử dụng ở một số khu vực pháp lý như Liên minh Châu Âu và Canada có sự khác biệt nhưng không nhiều.
Với giá khởi điểm là 2,125 triệu USD cho mỗi lần điều trị, onasemnogene abeparvovec là một trong những loại thuốc đắt nhất thế giới.

## Sử dụng trong y tế
Onasemnogene abeparvovec được phát triển để điều trị bệnh teo cơ tủy sống, một bệnh liên quan đến đột biến gen SMN1 trên cánh dài nhiễm sắc thể 5 (5q). Bệnh chủ yếu gặp ở trẻ nhỏ, gây mất dần chức năng cơ và thường dẫn đến tử vong. Thuốc được dùng dưới dạng tiêm truyền tĩnh mạch.
Phương pháp điều trị này được phê duyệt ở Hoa Kỳ và một số quốc gia khác để sử dụng cho trẻ em từ 2 tuổi trở xuống bị teo cơ tủy sống, kể cả ở giai đoạn tiền triệu chứng của bệnh. Ở Liên minh Châu Âu và Canada, liệu pháp được chỉ định để điều trị bệnh nhân bị teo cơ tủy sống có chẩn đoán lâm sàng là teo cơ tủy sống type 1 hoặc có tối đa 3 bản sao của gen SMN2.
Thuốc được sử dụng với corticosteroid để bảo vệ gan.

## Tác dụng phụ
Tác dụng phụ thông thường bao gồm buồn nôn và tăng men gan. Tác dụng phụ nghiêm trọng gồm bệnh gan và hạ tiểu cầu. Nồng độ troponin-I của tim tăng cao thoáng qua đã được quan sát thấy trong các thử nghiệm lâm sàng; tuy nhiên biểu hiện lâm sàng vẫn chưa biết đến. Tuy nhiên, các nghiên cứu trên động vật quan sát thấy có độc tính trên tim.
Vì thuốc có thể làm giảm số lượng tiểu cầu (hạ tiểu cầu) nên cần xét nghiệm tiểu cầu trước khi bắt đầu dùng thuốc, sau đó kiểm tra hàng tuần trong tháng đầu tiên và 2 tuần một lần trong 2 tháng tiếp theo cho đến khi số lượng tiểu cầu trở lại mức ban đầu. Theo dõi liên tục chức năng gan trong ba tháng sau khi dùng.

## Cơ chế
SMA là một rối loạn thần kinh cơ do đột biến gen SMN1 gây ra, dẫn đến giảm tổng hợp protein SMN (Survival of motor neuron), một loại protein cần thiết để duy trì sự sống cho neuron vận động. Onasemnogene abeparvovec là thuốc sinh học chứa capsid của virus AAV9 có chứa gen chuyển (transgene) SMN1 cùng với vùng promoter để phiên mã.

## Lịch sử
Công ty khởi nghiệp công nghệ sinh học Hoa Kỳ AveXis, được Novartis mua lại vào năm 2018, là công ty phát triển Onasemnogene abeparvovec dựa trên nghiên cứu tại Institut de Myologie ở Pháp.
Cơ quan Quản lý Thực phẩm và Dược phẩm Hoa Kỳ (FDA) đã cấp phép sử dụng onasemnogene abeparvovec-xioi theo quy trình cấp phép theo dõi nhanh (fast track), liệu pháp đột phá (breakthrough therapy), xem xét ưu tiên (priority review) và thuốc mồ côi (orphan drug, thuốc chỉ dùng để điều trị bệnh hiếm gặp).
Tháng 6 năm 2015, Ủy ban Châu Âu đã cấp phép thuốc được sử dụng để điều trị bệnh hiếm gặp.
Vào tháng 5 năm 2019, onasemnogene abeparvovec được FDA Hoa Kỳ chấp thuận là phương pháp điều trị cho trẻ em dưới hai tuổi. Tháng 3 năm 2020, onasemnogene abeparvovec đã được phê duyệt theo quy định tại Nhật Bản. Cũng trong tháng 3 năm 2020, Cơ quan Dược phẩm Châu Âu đã khuyến nghị cấp phép tiếp thị có điều kiện để sử dụng cho những người mắc bệnh SMA type 1 hoặc bất kỳ type SMA nào và có không quá ba bản sao (3 copies) của gen SMN2. Tháng 5 năm 2020, Onasemnogene abeparvovec được phê duyệt có điều kiện ở Châu Âu.
Tháng 8 năm 2020, onasemnogene abeparvovec được Cơ quan quản lý y tế Brazil (ANVISA) cấp phép theo quy định tại Brazil.
Tháng 12 năm 2020, onasemnogene abeparvovec được chấp thuận cho sử dụng trong hệ thống y tế ở Canada.
Onasemnogene abeparvovec được chấp thuận sử dụng trong y tế tại Úc vào tháng 2 năm 2021.
Nga cấp phép cháp thuận sử dụng thuốc vào tháng 12 năm 2021.

## Xã hội và văn hoá

### Kinh tế
Thuốc này có giá niêm yết là 2.125 triệu đô la Mỹ cho mỗi lần điều trị, khiến nó trở thành loại thuốc đắt nhất thế giới tính đến năm 2019. Trong toàn bộ doanh thu quý đầu tiên đã bán được lượng thuốc trị giá 160 triệu đô la Mỹ.
Ngày 20 tháng 5 năm 2020, Tại Nhật Bản, loại thuốc này đã được cung cấp thông qua hệ thống chăm sóc sức khỏe cộng đồng, khiến đây trở thành loại thuốc đắt nhất được hệ thống chăm sóc sức khỏe cộng đồng của Nhật Bản chi trả. Hội đồng Y tế Bảo hiểm Xã hội Trung ương Nhật Bản, chịu trách nhiệm phê duyệt biểu phí thuốc phổ thông ở Nhật Bản, đã thương lượng giá xuống còn 167,077,222 yên Nhật (khoảng 1,530,000 USD) cho mỗi bệnh nhân.

### Tranh cãi
Trong những tháng trước khi Cục Quản lý Thực phẩm và Dược phẩm Hoa Kỳ (FDA) phê duyệt loại thuốc này, một người đã thông báo cho Novartis rằng một số nghiên cứu nhất định về loại thuốc này đã bị thao túng dữ liệu. Novartis sa thải hai giám đốc điều hành của AveXis mà họ xác định chịu trách nhiệm về việc thao túng dữ liệu bị cáo buộc nhưng chỉ thông báo cho FDA về vấn đề toàn vẹn dữ liệu vào tháng 6 năm 2019, một tháng sau khi thuốc được phê duyệt. Sự chậm trễ đã thu hút sự lên án mạnh mẽ từ FDA. Vào tháng 10 năm 2019, công ty thừa nhận đã không thông báo cho FDA và Cơ quan Dược phẩm Châu Âu (EMA) trong 7 tháng về tác dụng gây độc động vật thí nghiệm của thuốc dạng tiêm tĩnh mạch.
Tháng 12 năm 2019, Novartis thông báo rằng họ sẽ tặng 100 liều onasemnogene abeparvovec mỗi năm cho trẻ em bên ngoài Hoa Kỳ thông qua xổ số toàn cầu. Quyết định được Novartis tuyên bố là dựa trên khuyến nghị của các nhà đạo đức sinh học giấu tên. Chương trình này nhận được nhiều lời chỉ trích từ Ủy ban Châu Âu, một số cơ quan quản lý chăm sóc sức khỏe Châu Âu và các nhóm bệnh nhân. Họ coi đây là hành vi gây thêm căng thẳng cho bệnh nhân, một giải pháp thiếu căn cơ và có vấn đề về đạo đức y học. Novartis không tham khảo ý kiến của các gia đình hoặc bác sĩ trước khi công bố kế hoạch này.

### Tên thuốc
Onasemnogene abeparvovec là tên thông dụng quốc tế (INN) và tên được thông qua tại Hoa Kỳ (USAN).